# Agía Varvára, Heraklion
Agía Varvára är en ort i Grekland.   Den ligger i prefekturen Nomós Irakleíou och regionen Kreta, i den sydöstra delen av landet, 300 km söder om huvudstaden Aten. Agía Varvára ligger 580 meter över havet och antalet invånare är 2 220.
Agía Varvára är den längsta byn på Kreta. Byn är byggd längs vägen från Heraklion till västra Mesara. Avståndet mellan det första och det sista huset i byn är cirka 1,5 kilometer.
Byn är känd för sina grönsaker och i synnerhet sin kål. Besökare och förbipasserande kan köpa dem från de olika butikerna i byn. Förutom butikshandel och grönsaksodling är invånarna sysselsatta med oliv- och vinodling.
I byn finns ett kvinnokooperativ som heter "Ergani" som designar traditionella kretensiska dräkter. Agía Varvára är den längsta byn på Kreta. Byn är byggd längs vägen från Heraklion till västra Mesara. Avståndet mellan det första och det sista huset i byn är cirka 1,5 kilometer.

## Historia
Byn kan ha varit bebodd sedan den minoiska eran. De gamla kyrkorna i området (Agios Giorgios, Agia Pelagia, den gamla kyrkan Agia Varvara etc.) visar att byn verkligen har varit bebodd de senaste 1 000 åren. 
Under den turkiska ockupationen var det många strider och fientligheter på grund av byns mycket viktiga och strategiska läge.
1823 slog Hussein Mpeis läger i Agia Varvara med 12 000 soldater för att undertrycka revolutionen i området. Då lämnade dess invånare byn,
som 1866 förstördes av turkarna.
En tysk militär enhet blev kvar i Agia Varvara i ett och ett halvt år under den tyska ockupationen. Det största sjukhuset på Balkan arbetade med att vårda skadade tyskar. I Rousa byggdes också en flygplats för små flygplan för att flytta de skadade.

## Myter
Agia Varvara sägs vara "Kretas navel". Enligt en lokal berättelse började två präster, den ena från Sitia och den andra från Chania, att mötas halvvägs. Efter att ha gått alltför många timmar träffades de i Agia Varvara. Utmattade och trötta av sin vandring, satte de sig ner för att vila. Sedan tog en av prästerna av sig mössan, kastade den på marken och sa ”Här är Kretas centrum, här är Kretas navel, jag sätter gränsen här”. Och hans mössa blev en stor sten, en stadig gräns vid infarten till byn som bestämmer Kretas centrum. Den lilla kyrkan Profitis Ilias byggdes på den klippan.

## Kyrkor
Skyddshelgen är Agia Varvara, medan viktiga kyrkor i området också är de bysantinska templen Profitis Ilias, Agios Ioannis (St John) och Agios Georgios (St George). Det gamla klostret Agia Pelagia ligger på bys kyrkogård.